# Paflagonija
Paflagonija je bila antička regija u sjevernoj Anatoliji; protezala se uz obalu Crnog mora između Bitinije na zapadu i Ponta na istoku, odnosno sjeverno of Frigije. Prema Strabonu, rijeka Bartin činila je zapadnu, a Kizil istočnu granicu regije.
Paflagonija nikada nije imala značajniju ulogu kroz povijest, no bila je naseljena jednim od najstarijih anatolijskih naroda. U doba vladavine Hetita, regija je bila naseljena narodom Kaška čije etničke veze s Paflagonijcima nisu poznate, no čini se kako su bili u srodstvu s Kapadocijcima koji su pripadali anatolijskoj grani indoeuropskih naroda. Paflagonija se spominje u Herodotovim djelima, u kontekstu osvajanja lidijskog kralja Kreza koji ju je priključio svom kraljevstvu, te kako su njeni stanovnici 480. pr. Kr. sudjelovali u Kserksovoj vojsci u pohodu protiv Atene. Paflagonija je priključena Perzijskom Carstvu još u doba Kira Velikog koji je porazio Kreza, kralja Lidije. Ksenofont spominje kako je regijom vladao domaći princ bez ikakvog vanjskog utjecaja okolnih satrapa, a to se pripisuje izoliranosti regije koja je okružena planinama i u koju vode nepristupačni putevi. Paflagonijom su kasnije vladali Makedonci pod Aleksandrom i Rimljani, nakon čega područje gubi ime Paflagonija u političkom smislu.

## Vanjske poveznice
- Paflagonija (Karalahana.com)  Arhivirana inačica izvorne stranice od 1. studenoga 2006. (Wayback Machine)
- John Anthony Cramer: Geografski i povijesni opis Male AzijeA Geographical and Historical Description of Asia Minor
- Paflagonija (enciklopedija Britannica)